# Pennsylvania Dutch

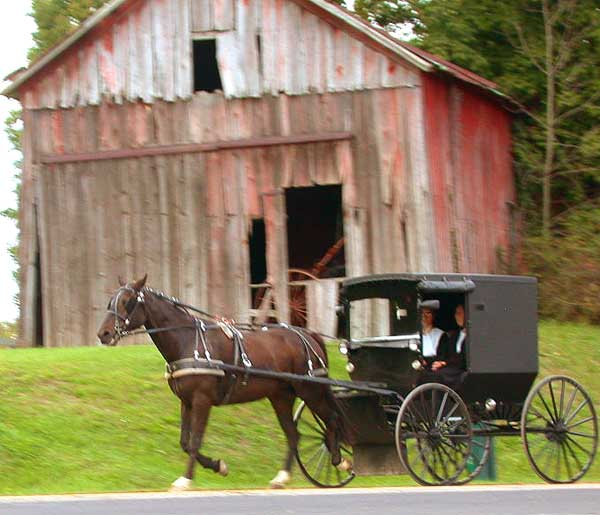
Ett Amishpar med häst och vagn. Amish är en undergrupp av Pennsylvania Dutch

Pennsylvania Dutch är en folkgrupp i Pennsylvania och Oregon som härstammar från tyska invandrare till USA på 1600- och 1700-talet. Beteckningen Dutch är en kvarleva från när ordet dutch på engelska avsåg alla talare av ett västgermanskt språk i Kontinentaleuropa.
Pennsylvania Dutch talar engelska men många behärskar också Pennsylvaniatyska.
I början av 1700-talet utvandrade många tyskar, amish och mennoniter från södra delarna av Tyskland, främst Rheinland-Pfalz och Alsace samt delar av Schweiz  till den nya världen i Amerika. Utvandringen berodde främst på fattigdom och missnöje med samhället, men också på religiös förföljelse. 

Pensylvania Dutch i USA, 2012.

Mellan 1683 och 1775 anlände knappt 81 000 tysktalande immigranter till hamnen i Philadelphia, varav majoriteten mellan åren 1749 och 1754. År 1790 var 38 % av befolkningen i Pennsylvania tyskar, varav hälften bodde i Berks, Lancaster, Northampton och York. De var bönder och hantverkare och lockades av William Penns löfte om religionsfrihet. De flesta blev medlemmar av olika frikyrkor medan undergrupperna amish och mennoniter praktiserade anabaptism.
Efter andra världskriget assimilerades många Pennsylvania Dutch i det amerikanska samhället och slutade att tala Pennsylvaniatyska. Amish-folket därimot talar fortfarande enbart Pennsylvaniatyska inbördes. Av de 300 000–400 000 personer som behärskar språket är majoriteten amish.